# 伊部恭之助
伊部 恭之助（いべ きょうのすけ、1908年7月28日 - 2001年4月16日）は、日本の実業家。住友銀行頭取・会長。関西経済同友会代表幹事、日仏クラブ世話人。

## 来歴・人物
現在の東京都新宿区出身。東京開成中学（旧制）、東京高校（旧制）を経て、1933年に東京帝国大学経済学部を卒業し、同年住友合資会社入社。のちに住友銀行に移り有楽町支店長、東京事務所長などを経て、1957年取締役。常務、専務、副頭取等を歴任し、浅井孝二の後を受けて、1973年頭取に就任した。
頭取在任中、磯田一郎副頭取と共に経営危機に陥った安宅産業を伊藤忠商事に救済合併させたり、マツダやアサヒビールの再建に取り組んだ。1977年会長、のち相談役、1983年最高顧問。全国銀行協会連合会副会長、関西経済同友会代表幹事、財政制度審議会委員、松下電器産業社外取締役なども務めた。また日本とフランスの政財界人からなる日仏クラブの代表世話人として両国の交流に尽力したほか、1977年から大阪フィルハーモニー協会理事長を17年間務めるなど文化活動にも貢献した。三井住友銀行発足後の2001年4月16日、93歳で死去。
遠縁に三島由紀夫がいる（中丸美繪『オーケストラ、それは我なり』文藝春秋社、2008年、p.61）。

## 栄典
- 藍綬褒章 1975年
- 勲一等瑞宝章 1981年
- イタリア共和国功労勲章・コメンダートーレ章 1983年
- レジオンドヌール勲章オフィシェ章 1995年